# Denver Nuggets 1980-1981
La stagione 1980-81 dei Denver Nuggets fu la 5ª nella NBA per la franchigia.
I Denver Nuggets arrivarono quarti nella Midwest Division della Western Conference con un record di 37-45, non qualificandosi per i play-off.

## Roster
| N° | Naz.                   | Ruolo | Sportivo         | Anno | Alt. | Peso |
| -- | ---------------------- | ----- | ---------------- | ---- | ---- | ---- |
| 1  | Stati Uniti (bandiera) | G     | Kenny Higgs      | 1955 | 183  | 82   |
| 2  | Stati Uniti (bandiera) | A     | Alex English     | 1954 | 201  | 86   |
| 3  | Stati Uniti (bandiera) | G     | Carl Nicks       | 1958 | 185  | 79   |
| 7  | Stati Uniti (bandiera) | G     | Billy McKinney   | 1955 | 183  | 73   |
| 10 | Stati Uniti (bandiera) | G     | John Roche       | 1949 | 191  | 77   |
| 22 | Stati Uniti (bandiera) | GA    | Glen Gondrezick  | 1955 | 198  | 99   |
| 23 | Stati Uniti (bandiera) | GA    | T.R. Dunn        | 1955 | 193  | 87   |
| 25 | Stati Uniti (bandiera) | AC    | Dave Robisch     | 1949 | 208  | 107  |
| 33 | Stati Uniti (bandiera) | GA    | David Thompson   | 1954 | 193  | 88   |
| 34 | Stati Uniti (bandiera) | AC    | Cedrick Hordges  | 1957 | 203  | 100  |
| 35 | Stati Uniti (bandiera) | C     | Kim Hughes       | 1952 | 211  | 100  |
| 42 | Stati Uniti (bandiera) | A     | Ronnie Valentine | 1957 | 201  | 95   |
| 43 | Stati Uniti (bandiera) | A     | James Ray        | 1957 | 203  | 98   |
| 44 | Stati Uniti (bandiera) | AC    | Dan Issel        | 1948 | 206  | 107  |
| 45 | Stati Uniti (bandiera) | C     | Jawann Oldham    | 1957 | 213  | 98   |
| 55 | Stati Uniti (bandiera) | A     | Kiki Vandeweghe  | 1958 | 203  | 100  |

## Staff tecnico
- Allenatori: Donnie Walsh (11-20) (fino al 17 dicembre)[1], Doug Moe (26-25)
- Vice-allenatori: Ben Jobe, Doug Moe (fino al 17 dicembre)